# Gildwiller
Gildwiller je občina v departmaju Haut-Rhin francoske regije Alzacija.
Leta 2012 je v občini živelo 289 oseb oz. 58 oseb/km².